# Иня (нижний приток Оби)
Иня́ — река в Кемеровской и Новосибирской областях России, правый приток Оби.
Длина реки — 663 км, площадь водосборного бассейна — 17 600 км². Среднегодовой расход воды в 35 км от устья — 47,4 м³/с.
На Ине расположены четыре города: Полысаево, Ленинск-Кузнецкий, Тогучин, Новосибирск, три посёлка городского типа: Инской, Грамотеино, Промышленная, много сельских населённых пунктов и дачных обществ. На реке расположено Беловское водохранилище.
О происхождении гидронима «Иня» существует ряд гипотез, одной из наиболее распространённых является этимология, объясняющая «ин» из имбатского диалекта кетского языка, где «иен» означает «долгий».
На реке погибла советская певица и автор-исполнитель Янка Дягилева.
Высота истока около 342 м над уровнем моря.

## Этимология
Распространённой этимологией является объяснение этого топонима через татарское инә — «мать». Встречающиеся в Европе топонимы Инн — приток Дуная и Ина — озеро и приток реки Припяти — учёные объясняют через кельтские и индоевропейские слова со значением «вода». Для Западной Сибири более приемлема этимология А. П. Дульзона, объясняющего ин из имбатского диалекта кетского языка, где иен означает «долгий».

## Гидрометрия
| Средний расход воды (м³/с) реки Ини по месяцам с 1959 по 2000 гг. (замеры производились на гидрологическом посту в районе п. Берёзовка, 35 км от устья) |

## Притоки
Крупнейшие притоки реки — Изылы (62 км), Малый Изылы (85 км), Ур (102 км), Тарсьма (93 км) и Касьма (99 км).
(расстояние от устья)
- 1 км: Плющиха (пр)
- 2 км: Камышенка (река, Новосибирск) (пр)
- 11 км: Переборка (пр)
- 14 км: Барышиха (лв)
- 17 км: Забабуриха (лв)
- 22 км: Издревая (пр)
- 25 км: Мосиха
- 37 км: Березовка
- 39 км: Шабаниха
- 44 км: Крутеиха
- 49 км: Большая
- 55 км: Ярская
- 62 км: Ора
- 80 км: Буготак
- 94 км: Иза 3-я
- 111 км: Канарбуга
- 121 км: Кайлы
- 147 км: Маматын
- 165 км: Тогучинка
- 171 км: Куделька
- 194 км: Изылы
- 204 км: Малый Изылы
- 216 км: Киик
- 225 км: Кусмень
- 230 км: Митиха
- 244 км: Сосновка
- 258 км: Березовая
- 263 км: Нижний Кышлаган
- 263 км: Койбыш
- 285 км: Чертанда (Чертенда)
- 288 км: Итыкус
- 294 км: Тыхта
- 303 км: Каменка
- 311 км: Бормотушка
- 334 км: Тарсьма
- 355 км: Большой Корчуган (Корчуган)
- 363 км: Искитим
- 380 км: Камысла
- 401 км: Каменка
- 401 км: Солоновка
- 416 км: Савиха
- 434 км: Тарабариха
- 441 км: Шелковиха
- 465 км: Касьма
- 476 км: Егозиха
- 481 км: Камышенка
- 518 км: Ур
- 528 км: Мереть
- 538 км: Бачат
- 558 км: Ближний Менчереп (Анчереп)
- 565 км: Салаир
- 567 км: Дальний Менчереп
- 581 км: Дальний Кулдос
- 584 км: Талда
- 594 км: Уроп
- 597 км: Еловка
- 611 км: Худяшовка (Березовая)
- 622 км: Каралда
- 626 км: Кучерь
- 631 км: Чигирь
- 635 км: Таловка

## Экологическая ситуация в бассейне реки
В бассейне р Иня характерными загрязняющими веществами рек являются: нефтепродукты (до 1,2 ПДК), железо общее (до 3,4 ПДК), марганец (1,8—12,3, редко до 47,1 ПДК) органические соединения (1,1—1,8 ПДК), в отдельных створах — соединения азота (до 1,8 ПДК), медь (1,1—1,8 ПДК), цинк (до 35,8 ПДК). Максимальные превышения ПДК загрязняющих веществ наблюдались: нефтепродукты — р. Иня ниже Ленинска-Кузнецкого (1,2), азотистые соединения — рр. Малый и Большой Бачат (1,8 и 2,2 соответственно), органические соединения — р. Иня ниже Ленинска-Кузнецкого (1,8), железо общее — р. Касьма (2,9) марганец — рр. Малый и Большой Бачат (47,7 и 36,2 соответственно), Медь — р. Иня (2), Цинк — рр. Малый и Большой Бачат (35,8 и 19 соответственно).
Кислородный режим Беловского водохранилища, р. Иня и её притоков характеризовался как удовлетворительный.

## Данные водного реестра
По данным государственного водного реестра России относится к Верхнеобскому бассейновому округу, водохозяйственный участок реки — Обь от города Барнаул до Новосибирского гидроузла, без реки Чумыш, речной подбассейн реки — бассейны притоков (Верхней) Оби до впадения Томи. Речной бассейн реки — (Верхняя) Обь до впадения Иртыша.